# Plesy (obwód kurski)
Plesy (ros. Плесы) – osiedle typu wiejskiego w zachodniej Rosji, w sielsowiecie nikolnikowskim rejonu rylskiego w obwodzie kurskim.

## Geografia
Miejscowość położona jest nad rzeką Amońka, 6 km od centrum administracyjnego sielsowietu nikolnikowskiego (Makiejewo), 21 km od centrum administracyjnego rejonu (Rylsk), 114 km od Kurska.
W granicach miejscowości znajduje się 10 posesji.

## Demografia
W 2010 r. miejscowość zamieszkiwało 8 osób.